# Datzetal
Datzetal là một đô thị ở huyện Mecklenburgische Seenplatte (trước thuộc huyện Mecklenburg-Strelitz), bang Mecklenburg-Vorpommern, Đức. Đô thị này có diện tích 41,06 km², dân số thời điểm 31 tháng 12 là 978 người.